# Eupithecia anticaria
Eupithecia anticaria är en fjärilsart som beskrevs av Walker 1862. Eupithecia anticaria ingår i släktet Eupithecia och familjen mätare. Inga underarter finns listade i Catalogue of Life.